# Breda 51
Breda 51 war eine für die italienischen Streitkräfte entwickelte Radzugmaschine zum Ziehen mittlerer Artilleriegeschütze.

## Geschichte und technische Daten
Das Fahrzeug wurde ab Mitte der 1930er Jahre entwickelt, um vor allem die ebenfalls in Entwicklung befindliche Flugabwehrkanone 90/53 zu ziehen. Der Prototyp entstand bei der Firma Breda im November 1936 und wurde bis 1938 intensiv getestet, sodann erfolgte 1941 seine Einführung in die italienischen Streitkräfte.
Das Fahrgestell hatte drei Achsen, von denen die zwei hinteren angetrieben waren (6×4). Zwischen Vorderachse und erster Hinterachse war links und rechts je ein Reserverad drehbar am Rahmen aufgehängt, um ein Aufsitzen des Fahrzeugs bei größeren Hindernissen zu vermeiden. Der Motor war der bereits im Breda TP 40 verwendete 8850-cm³-Ottomotor (Bohrung × Hub: 115 × 142 mm), dessen Leistung allerdings von 115 auf 125 PS gesteigert wurde. Spätere Versionen erhielten einen Motor von 9653 cm³ mit ebenfalls 125 PS.
Die Zugmaschine war bei der italienischen Armee bis in die 1950er Jahre im Einsatz.

## Varianten
Die italienische Armee hatte bereits früh damit begonnen, Geschütze auf Lastkraftwagen zu montieren, um diese beweglich zu machen. Diese in Italien auch „Autocannoni“ genannten Fahrzeuge wurden so zu Selbstfahrlafetten umgerüstet.

### Selbstfahrlafette Breda 52

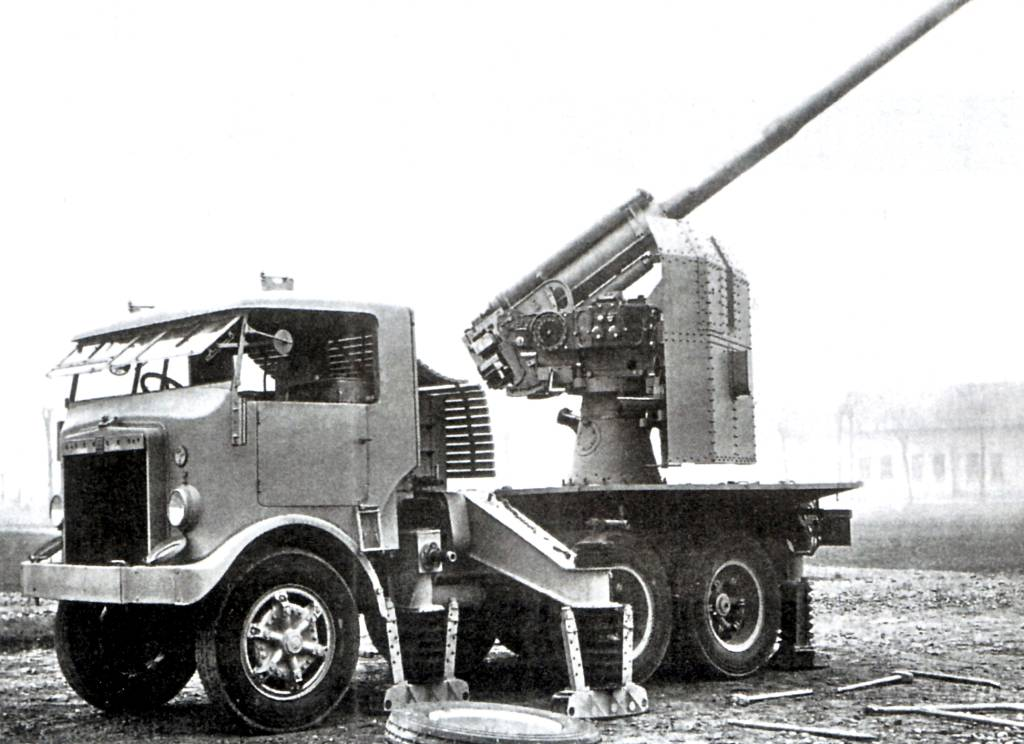
Breda 52 als Selbstfahrlafette für Flak 90/53

Breda 52 war eine nur in wenigen Stücken gelieferte Variante, bei der die Cannone da 90/53 auf der Ladefläche der Zugmaschine montiert war. Man hoffte offenbar, wie bei ähnlichen Entwicklungen in Deutschland (8,8-cm-FlaK 18/36/37 auf 12to Zugmaschine und auf VOMAG-Omnibus-Fahrgestell) und Russland (76-mm-Fla-Sfl 29-K auf LKW JaG-10) ein schweres Geschütz zu haben, das sehr schnell die Stellung wechseln und nach Möglichkeit sogar aus der Bewegung feuern konnte: Die Erfahrungen zumindest in Deutschland zeigten zwar, dass derartige Entwicklungen durchaus geeignet waren, Erdziele zu beschießen, aber zur Bekämpfung von Luftzielen der LKW nur eine ungenügende Stabilität der Plattform aufwies, auch war der Aufzug häufig zu hoch, was die Besatzung unnötig gefährdete und den Fahrzeugen den Spitznamen „Scheunentor“ einbrachte.

### Selbstfahrlafette Breda 501
Beim Typ Breda 501 wurde der Aufbau einschließlich Ladefläche leicht gepanzert und das gleiche Geschütz auf die Ladefläche gesetzt und so eine gepanzerte Selbstfahrlafette geschaffen, Rundumfeuer war jedoch (im Unterschied zur Breda 52) nicht möglich. Von dieser Variante entstanden 1943 zwei Prototypen.